# ورانو
ورانو (به ایتالیایی: Verano) یک منطقهٔ مسکونی در ایتالیا است که در تیرول جنوبی واقع شده‌است.

## خصوصیات
ورانو ۲۲٫۱ کیلومترمربع مساحت و ۹۲۷ نفر جمعیت دارد.